# 亨利·斯雷德
亨利·斯雷德（英語：Henry Slade；1993年3月19日—）是一位英格蘭橄欖球運動員。他是英格蘭國家橄欖球隊的一員，代表英格蘭參加了2015年世界盃橄欖球賽。